# Campions de l'Open dels Estats Units

## Palmarès
| Any  | Individuals           | Individuals              | Dobles                                  | Dobles                                               | Dobles                                  |
| Any  | Masculí               | Femení                   | Masculins                               | Femenins                                             | Mixts                                   |
| ---- | --------------------- | ------------------------ | --------------------------------------- | ---------------------------------------------------- | --------------------------------------- |
| 1881 | Richard Sears         | No celebrat              | Clarence Clark Frederick Winslow Taylor | No celebrat                                          | No celebrat                             |
| 1882 | Richard Sears         | No celebrat              | Richard Sears James Dwight              | No celebrat                                          | No celebrat                             |
| 1883 | Richard Sears         | No celebrat              | Richard Sears James Dwight              | No celebrat                                          | No celebrat                             |
| 1884 | Richard Sears         | No celebrat              | Richard Sears James Dwight              | No celebrat                                          | No celebrat                             |
| 1885 | Richard Sears         | No celebrat              | Richard Sears · Joseph Clark            | No celebrat                                          | No celebrat                             |
| 1886 | Richard Sears         | No celebrat              | Richard Sears James Dwight              | No celebrat                                          | No celebrat                             |
| 1887 | Richard Sears         | Ellen Hansell            | Richard Sears James Dwight              | No celebrat                                          | L. Stokes Joseph Clark                  |
| 1888 | Henry Slocum          | Bertha Townsend          | Oliver Campbell · Valentine G. Hall     | No celebrat                                          | Marian Wright Joseph Clark              |
| 1889 | Henry Slocum          | Bertha Townsend          | Henry Slocum Howard Taylor              | Margarette Ballard Bertha Townsend                   | Grace Roosevelt A. E. Wright            |
| 1890 | Oliver Campbell       | Ellen Roosevelt          | Valentine G. Hall · Clarence Hobart     | Ellen Roosevelt Grace Roosevelt                      | Mabel Cahill R. Beach                   |
| 1891 | Oliver Campbell       | Mabel Cahill             | Oliver Campbell · Bob Huntington        | Mabel Cahill Emma Leavitt Morgan                     | Mabel Cahill M.R. Wright                |
| 1892 | Oliver Campbell       | Mabel Cahill             | Oliver Campbell · Bob Huntington        | Mabel Cahill Adeline McKinlay                        | Mabel Cahill Clarence Hobart            |
| 1893 | Robert Wrenn          | Aline Terry              | Clarence Hobart Frederick Hovey         | Aline Terry Harriet Butler                           | Ellen Roosevelt Clarence Hobart         |
| 1894 | Robert Wrenn          | Helen Hellwig            | Clarence Hobart Frederick Hovey         | Helen Hellwig Juliette Atkinson                      | Juliette Atkinson Edwin Fisher          |
| 1895 | Frederick Hovey       | Juliette Atkinson        | Malcolm Chace · Robert Wrenn            | Helen Hellwig Juliette Atkinson                      | Juliette Atkinson Edwin Fisher          |
| 1896 | Robert Wrenn          | Elisabeth Moore          | Carr Neel · Sam Neel                    | Elisabeth Moore Juliette Atkinson                    | Juliette Atkinson Edwin Fisher          |
| 1897 | Robert Wrenn          | Juliette Atkinson        | Leo Ware · George Sheldon               | Juliette Atkinson Kathleen Atkinson                  | Laura Henson D.L. Magruder              |
| 1898 | Malcolm Whitman       | Juliette Atkinson        | Leo Ware · George Sheldon               | Juliette Atkinson Kathleen Atkinson                  | Carrie Neely Edwin Fisher               |
| 1899 | Malcolm Whitman       | Marion Jones             | Holcombe Ward Dwight F. Davis           | Jane Craven Myrtle McAteer                           | Elizabeth Rastall Albert Hoskins        |
| 1900 | Malcolm Whitman       | Myrtle McAteer           | Holcombe Ward Dwight F. Davis           | Edith Parker Hallie Champlin                         | Margaret Hunnewell Alfred Codman        |
| 1901 | William Larned        | Elisabeth Moore          | Holcombe Ward Dwight F. Davis           | Juliette Atkinson Myrtle McAteer                     | Marion Jones Ray Little                 |
| 1902 | William Larned        | Marion Jones             | Reginald Doherty Lawrence Doherty       | Juliette Atkinson Marion Jones                       | Elisabeth Moore Wylie Grant             |
| 1903 | Lawrence Doherty      | Elisabeth Moore          | Reginald Doherty Lawrence Doherty       | Elisabeth Moore Carrie Neely                         | Helen Chapman Harry Allen               |
| 1904 | Holcombe Ward         | May Sutton Bundy         | Holcombe Ward Beals Wright              | May Sutton Bundy Miriam Hall                         | Elisabeth Moore Wylie Grant             |
| 1905 | Beals Wright          | Elisabeth Moore          | Holcombe Ward Beals Wright              | Helen Homans Carrie Neely                            | Augusta Schultz Hobart Clarence Hobart  |
| 1906 | William Clothier      | Helen Homans             | Holcombe Ward Beals Wright              | Ann Burdette Coe Ethel Bliss Platt                   | Sarah Coffin Edward Dewhurst            |
| 1907 | William Larned        | Evelyn Sears             | Fred Alexander Harold Hackett           | Marie Wimer Carrie Neely                             | May Sayers Wallace Johnson              |
| 1908 | William Larned        | Maud Barger−Wallach      | Fred Alexander Harold Hackett           | Evelyn Sears Margaret Curtis                         | Edith Rotch Nathaniel Niles             |
| 1909 | William Larned        | Hazel H. Wightman        | Fred Alexander Harold Hackett           | Hazel H. Wightman Edith Rotch                        | Hazel H. Wightman Wallace Johnson       |
| 1910 | William Larned        | Hazel H. Wightman        | Fred Alexander Harold Hackett           | Hazel H. Wightman Edith Rotch                        | Hazel H. Wightman Joseph Carpenter      |
| 1911 | William Larned        | Hazel H. Wightman        | Raymond Little Gus Touchard             | Hazel H. Wightman Eleonora Sears                     | Hazel H. Wightman Wallace Johnson       |
| 1912 | Maurice McLoughlin    | Mary K. Browne           | Maurice McLoughlin Tom Bundy            | Dorothy Green Mary K. Browne                         | Mary K. Browne R. Norris Williams       |
| 1913 | Maurice McLoughlin    | Mary K. Browne           | Maurice McLoughlin Tom Bundy            | Mary K. Browne Louise Riddell Williams               | Mary K. Browne Bill Tilden              |
| 1914 | R. Norris Williams    | Mary K. Browne           | Maurice McLoughlin Tom Bundy            | Mary K. Browne Louise Riddell Williams               | Mary K. Browne Bill Tilden              |
| 1915 | Bill Johnston         | Molla Bjurstedt Mallory  | Clarence Griffin Bill Johnston          | Hazel H. Wightman Eleonora Sears                     | Hazel H. Wightman Harry Johnson         |
| 1916 | R. Norris Williams    | Molla Bjurstedt Mallory  | Clarence Griffin Bill Johnston          | Molla Bjurstedt Mallory Eleonora Sears               | Eleonora Sears Willis Davis             |
| 1917 | Lindley Murray        | Molla Bjurstedt Mallory  | Fred Alexander · Harold Throckmorton    | Molla Bjurstedt Mallory Eleonora Sears               | Molla Bjurstedt Mallory Irving Wright   |
| 1918 | Lindley Murray        | Molla Bjurstedt Mallory  | Vincent Richards Bill Tilden            | Marion Zinderstein Eleanor E. Goss                   | Hazel H. Wightman Irving Wright         |
| 1919 | Bill Johnston         | Hazel H. Wightman        | Norman Brookes Gerald Patterson         | Marion Zinderstein Eleanor E. Goss                   | Marion Zinderstein Vincent Richards     |
| 1920 | Bill Tilden           | Molla Bjurstedt Mallory  | Clarence Griffin Bill Johnston          | Marion Zinderstein Eleanor E. Goss                   | Hazel H. Wightman Wallace Johnson       |
| 1921 | Bill Tilden           | Molla Bjurstedt Mallory  | Vincent Richards Bill Tilden            | Mary K. Browne Louise Riddell Williams               | Mary K. Browne Bill Johnston            |
| 1922 | Bill Tilden           | Molla Bjurstedt Mallory  | Vincent Richards Bill Tilden            | Marion Zinderstein Jessup Helen Wills Moody          | Molla Bjurstedt Mallory Bill Tilden     |
| 1923 | Bill Tilden           | Helen Wills Moody        | Brian Norton Bill Tilden                | Kitty McKane Godfree Phyllis Howkins Covell          | Molla Bjurstedt Mallory Bill Tilden     |
| 1924 | Bill Tilden           | Helen Wills Moody        | Howard Kinsey Robert Kinsey             | Hazel H. Wightman Helen Wills Moody                  | Helen Wills Moody Vincent Richards      |
| 1925 | Bill Tilden           | Helen Wills Moody        | Vincent Richards R. Norris Williams     | Mary K. Browne Helen Wills Moody                     | Kathleen McKane John Hawkes             |
| 1926 | René Lacoste          | Molla Bjurstedt Mallory  | Vincent Richards R. Norris Williams     | Elizabeth Ryan Eleanor E. Goss                       | Elizabeth Ryan Jean Borotra             |
| 1927 | René Lacoste          | Helen Wills Moody        | Frank Hunter Bill Tilden                | Kitty McKane Godfree Ermyntrude Harvey               | Eileen Bennett Henri Cochet             |
| 1928 | Henri Cochet          | Helen Wills Moody        | George Lott John F. Hennessey           | Hazel H. Wightman Helen Wills Moody                  | Helen Wills Moody John Hawkes           |
| 1929 | Bill Tilden           | Helen Wills Moody        | George Lott John Doeg                   | Phoebe Holcroft Watson Peggy Mitchell                | Betty Nuthall George Lott               |
| 1930 | John Doeg             | Betty Nuthall Shoemaker  | George Lott John Doeg                   | Betty Nuthall Shoemaker Sarah Palfrey Cooke          | Edith Cross Wilmer Allison              |
| 1931 | Ellsworth Vines       | Helen Wills Moody        | Wilmer Allison John Van Ryn             | Betty Nuthall Shoemaker Eileen Bennett Whittingstall | Betty Nuthall George Lott               |
| 1932 | Ellsworth Vines       | Helen Jacobs             | Ellsworth Vines Keith Gledhill          | Helen Jacobs Sarah Palfrey Cooke                     | Sarah Palfrey Fred Perry                |
| 1933 | Fred Perry            | Helen Jacobs             | George Lott Lester Stoefen              | Betty Nuthall Shoemaker Freda James                  | Elizabeth Ryan Ellsworth Vines          |
| 1934 | Fred Perry            | Helen Jacobs             | George Lott Lester Stoefen              | Helen Jacobs Sarah Palfrey Cooke                     | Helen Jacobs George Lott                |
| 1935 | Wilmer Allison        | Helen Jacobs             | Wilmer Allison John Van Ryn             | Helen Jacobs Sarah Palfrey Cooke                     | Sarah Palfrey Enrique Maier             |
| 1936 | Fred Perry            | Alice Marble             | Don Budge Gene Mako                     | Marjorie Gladman Van Ryn Carolin Babcock Stark       | Alice Marble Gene Mako                  |
| 1937 | Don Budge             | Anita Lizana             | Gottfried von Cramm Henner Henkel       | Sarah Palfrey Cooke Alice Marble                     | Sarah Palfrey Don Budge                 |
| 1938 | Don Budge             | Alice Marble             | Don Budge Gene Mako                     | Sarah Palfrey Cooke Alice Marble                     | Alice Marble Don Budge                  |
| 1939 | Bobby Riggs           | Alice Marble             | John Bromwich Adrian Quist              | Sarah Palfrey Cooke Alice Marble                     | Alice Marble Harry Hopman               |
| 1940 | Don McNeill           | Alice Marble             | Jack Kramer Ted Schroeder               | Sarah Palfrey Cooke Alice Marble                     | Alice Marble Bobby Riggs                |
| 1941 | Bobby Riggs           | Sarah Palfrey Cooke      | Jack Kramer Ted Schroeder               | Sarah Palfrey Cooke Margaret Osborne duPont          | Sarah Palfrey Jack Kramer               |
| 1942 | Ted Schroeder         | Pauline Betz Addie       | Gardnar Mulloy Bill Talbert             | Louise Brough Clapp Margaret Osborne duPont          | Louise Brough Ted Schroeder             |
| 1943 | Joseph Hunt           | Pauline Betz Addie       | Jack Kramer Frank Parker                | Louise Brough Clapp Margaret Osborne duPont          | Margaret duPont Bill Talbert            |
| 1944 | Frank Parker          | Pauline Betz Addie       | Robert Falkenburg Don McNeill           | Louise Brough Clapp Margaret Osborne duPont          | Margaret duPont Bill Talbert            |
| 1945 | Frank Parker          | Sarah Palfrey Cooke      | Gardnar Mulloy Bill Talbert             | Louise Brough Clapp Margaret Osborne duPont          | Margaret duPont Bill Talbert            |
| 1946 | Jack Kramer           | Pauline Betz Addie       | Gardnar Mulloy Bill Talbert             | Louise Brough Clapp Margaret Osborne duPont          | Margaret duPont Bill Talbert            |
| 1947 | Jack Kramer           | Louise Brough Clapp      | Jack Kramer Ted Schroeder               | Louise Brough Clapp Margaret Osborne duPont          | Louise Brough Clapp John Bromwich       |
| 1948 | Pancho Gonzales       | Margaret Osborne duPont  | Gardnar Mulloy Bill Talbert             | Louise Brough Clapp Margaret Osborne duPont          | Louise Brough Clapp Tom Brown           |
| 1949 | Pancho Gonzales       | Margaret Osborne duPont  | John Bromwich Bill Sidwell              | Louise Brough Clapp Margaret Osborne duPont          | Louise Brough Clapp Eric Sturgess       |
| 1950 | Arthur Larsen         | Margaret Osborne duPont  | John Bromwich Frank Sedgman             | Louise Brough Clapp Margaret Osborne duPont          | Margaret duPont Ken McGregor            |
| 1951 | Frank Sedgman         | Maureen Connolly Brinker | Ken McGregor Frank Sedgman              | Shirley Fry Irvin Doris Hart                         | Doris Hart Frank Sedgman                |
| 1952 | Frank Sedgman         | Maureen Connolly Brinker | Mervyn Rose Vic Seixas                  | Shirley Fry Irvin Doris Hart                         | Doris Hart Frank Sedgman                |
| 1953 | Tony Trabert          | Maureen Connolly Brinker | Rex Hartwig Mervyn Rose                 | Shirley Fry Irvin Doris Hart                         | Doris Hart Vic Seixas                   |
| 1954 | Vic Seixas            | Doris Hart               | Vic Seixas Tony Trabert                 | Shirley Fry Irvin Doris Hart                         | Doris Hart Vic Seixas                   |
| 1955 | Tony Trabert          | Doris Hart               | Kosei Kamo Atsushi Miyagi               | Louise Brough Clapp Margaret Osborne duPont          | Doris Hart Vic Seixas                   |
| 1956 | Ken Rosewall          | Shirley Fry Irvin        | Lew Hoad Ken Rosewall                   | Louise Brough Clapp Margaret Osborne duPont          | Margaret duPont Ken Rosewall            |
| 1957 | Malcolm Anderson      | Althea Gibson            | Ashley Cooper Neale Fraser              | Louise Brough Clapp Margaret Osborne duPont          | Althea Gibson Kurt Nielsen              |
| 1958 | Ashley Cooper         | Althea Gibson            | Alex Olmedo Hamilton Richardson         | Jeanne Arth Darlene Hard                             | Margaret duPont Neale Fraser            |
| 1959 | Neale Fraser          | Maria Bueno              | Roy Emerson Neale Fraser                | Jeanne Arth Darlene Hard                             | Margaret duPont Neale Fraser            |
| 1960 | Neale Fraser          | Darlene Hard             | Roy Emerson Neale Fraser                | Maria Bueno Darlene Hard                             | Margaret duPont Neale Fraser            |
| 1961 | Roy Emerson           | Darlene Hard             | Chuck McKinley Dennis Ralston           | Darlene Hard Lesley Turner                           | Margaret Court Bob Mark                 |
| 1962 | Rod Laver             | Margaret Court           | Rafael Osuna Antonio Palafox            | Maria Bueno Darlene Hard                             | Margaret Court Fred Stolle              |
| 1963 | Rafael Osuna          | Maria Bueno              | Chuck McKinley Dennis Ralston           | Robyn Ebbern Margaret Court                          | Margaret Court Ken Fletcher             |
| 1964 | Roy Emerson           | Maria Bueno              | Chuck McKinley Dennis Ralston           | Billie Jean King Karen Hantze Susman                 | Margaret Court John Newcombe            |
| 1965 | Manuel Santana        | Margaret Court           | Roy Emerson Fred Stolle                 | Carole Caldwell Graebner Nancy Richey                | Margaret Court Fred Stolle              |
| 1966 | Fred Stolle           | Maria Bueno              | Roy Emerson Fred Stolle                 | Maria Bueno Nancy Richey                             | Donna Floyd Fales Owen Davidson         |
| 1967 | John Newcombe         | Billie Jean King         | John Newcombe Tony Roche                | Rosemary Casals Billie Jean King                     | Billie Jean King Owen Davidson          |
| 1968 | Arthur Ashe           | Virginia Wade            | Robert Lutz Stan Smith                  | Maria Bueno Margaret Court                           | Mary-Ann Eisel Peter Curtis             |
| 1969 | Rod Laver             | Margaret Court           | Ken Rosewall Fred Stolle                | Françoise Durr Darlene Hard                          | Margaret Court Marty Riessen            |
| 1970 | Ken Rosewall          | Margaret Court           | Pierre Barthes Nikola Pilić             | Margaret Court Judy Tegart Dalton                    | Margaret Court Marty Riessen            |
| 1971 | Stan Smith            | Billie Jean King         | John Newcombe Roger Taylor              | Rosemary Casals Judy Tegart Dalton                   | Billie Jean King Owen Davidson          |
| 1972 | Ilie Năstase          | Billie Jean King         | Cliff Drysdale Roger Taylor             | Françoise Durr Betty Stöve                           | Margaret Court Marty Riessen            |
| 1973 | John Newcombe         | Margaret Court           | Owen Davidson John Newcombe             | Margaret Court Virginia Wade                         | Billie Jean King Owen Davidson          |
| 1974 | Jimmy Connors         | Billie Jean King         | Robert Lutz Stan Smith                  | Rosemary Casals Billie Jean King                     | Pam Teeguarden Geoff Masters            |
| 1975 | Manuel Orantes        | Chris Evert              | Jimmy Connors Ilie Năstase              | Margaret Court Virginia Wade                         | Rosemary Casals Dick Stockton           |
| 1976 | Jimmy Connors         | Chris Evert              | Tom Okker Marty Riessen                 | Delina Boshoff Ilana Kloss                           | Billie Jean King Phil Dent              |
| 1977 | Guillermo Vilas       | Chris Evert              | Bob Hewitt Frew McMillan                | Martina Navrátilová Betty Stöve                      | Betty Stöve Frew McMillan               |
| 1978 | Jimmy Connors         | Chris Evert              | Robert Lutz Stan Smith                  | Billie Jean King Martina Navrátilová                 | Betty Stöve Frew McMillan               |
| 1979 | John McEnroe          | Tracy Austin             | Peter Fleming John McEnroe              | Betty Stöve Wendy Turnbull                           | Greer Stevens Bob Hewitt                |
| 1980 | John McEnroe          | Chris Evert              | Robert Lutz Stan Smith                  | Billie Jean King Martina Navrátilová                 | Wendy Turnbull Marty Riessen            |
| 1981 | John McEnroe          | Tracy Austin             | Peter Fleming John McEnroe              | Anne Smith Kathy Jordan                              | Anne Smith Kevin Curren                 |
| 1982 | Jimmy Connors         | Chris Evert              | Kevin Curren Steve Denton               | Rosemary Casals Wendy Turnbull                       | Anne Smith Kevin Curren                 |
| 1983 | Jimmy Connors         | Martina Navrátilová      | Peter Fleming John McEnroe              | Martina Navrátilová Pam Shriver                      | Elizabeth Sayers Smylie John Fitzgerald |
| 1984 | John McEnroe          | Martina Navrátilová      | John Fitzgerald Tomáš Šmíd              | Martina Navrátilová Pam Shriver                      | Manuela Maleeva Fragniere Tom Gullikson |
| 1985 | Ivan Lendl            | Hana Mandlíková          | Ken Flach Robert Seguso                 | Claudia Kohde-Kilsch Helena Suková                   | Martina Navrátilová Heinz Günthardt     |
| 1986 | Ivan Lendl            | Martina Navrátilová      | Andrés Gómez Slobodan Živojinović       | Martina Navrátilová Pam Shriver                      | Raffaella Reggi Sergio Casal            |
| 1987 | Ivan Lendl            | Martina Navrátilová      | Stefan Edberg Anders Järryd             | Martina Navrátilová Pam Shriver                      | Martina Navrátilová Emilio Sánchez      |
| 1988 | Mats Wilander         | Steffi Graf              | Sergio Casal Emilio Sánchez             | Gigi Fernández Robin White                           | Jana Novotná Jim Pugh                   |
| 1989 | Boris Becker          | Steffi Graf              | John McEnroe Mark Woodforde             | Hana Mandlíková Martina Navrátilová                  | Robin White Shelby Cannon               |
| 1990 | Pete Sampras          | Gabriela Sabatini        | Pieter Aldrich Danie Visser             | Gigi Fernández Martina Navrátilová                   | Elizabeth Sayers Smylie Todd Woodbridge |
| 1991 | Stefan Edberg         | Monica Seleš             | John Fitzgerald Anders Järryd           | Pam Shriver Natalia Zvereva                          | Manon Bollegraf Tom Nijssen             |
| 1992 | Stefan Edberg         | Monica Seleš             | Jim Grabb Richey Reneberg               | Gigi Fernández Natalia Zvereva                       | Nicole Provis Mark Woodforde            |
| 1993 | Pete Sampras          | Steffi Graf              | Ken Flach Rick Leach                    | Arantxa Sánchez Vicario Helena Suková                | Helena Suková Todd Woodbridge           |
| 1994 | Andre Agassi          | Arantxa Sánchez Vicario  | Jacco Eltingh Paul Haarhuis             | Jana Novotná Arantxa Sánchez Vicario                 | Elna Reinach Patrick Galbraith          |
| 1995 | Pete Sampras          | Steffi Graf              | Todd Woodbridge Mark Woodforde          | Gigi Fernández Natalia Zvereva                       | Meredith McGrath Matt Lucena            |
| 1996 | Pete Sampras          | Steffi Graf              | Todd Woodbridge Mark Woodforde          | Gigi Fernández Natalia Zvereva                       | Lisa Raymond Patrick Galbraith          |
| 1997 | Patrick Rafter        | Martina Hingis           | Ievgueni Kàfelnikov Daniel Vacek        | Lindsay Davenport Jana Novotná                       | Manon Bollegraf Rick Leach              |
| 1998 | Patrick Rafter        | Lindsay Davenport        | Sandon Stolle Cyril Suk                 | Martina Hingis Jana Novotná                          | Serena Williams Maks Mirni              |
| 1999 | Andre Agassi          | Serena Williams          | Sébastien Lareau Alex O'Brien           | Serena Williams Venus Williams                       | Ai Sugiyama Mahesh Bhupathi             |
| 2000 | Marat Safin           | Venus Williams           | Lleyton Hewitt Maks Mirni               | Julie Halard Ai Sugiyama                             | Arantxa Sánchez Vicario Jared Palmer    |
| 2001 | Lleyton Hewitt        | Venus Williams           | Wayne Black Kevin Ullyett               | Lisa Raymond Rennae Stubbs                           | Rennae Stubbs Todd Woodbridge           |
| 2002 | Pete Sampras          | Serena Williams          | Mahesh Bhupathi Maks Mirni              | Virginia Ruano Pascual Paola Suárez                  | Lisa Raymond Mike Bryan                 |
| 2003 | Andy Roddick          | Justine Henin            | Jonas Björkman Todd Woodbridge          | Virginia Ruano Pascual Paola Suárez                  | Katarina Srebotnik Bob Bryan            |
| 2004 | Roger Federer         | Svetlana Kuznetsova      | Mark Knowles Daniel Nestor              | Virginia Ruano Pascual Paola Suárez                  | Vera Zvonariova Bob Bryan               |
| 2005 | Roger Federer         | Kim Clijsters            | Bob Bryan Mike Bryan                    | Lisa Raymond Samantha Stosur                         | Daniela Hantuchová Mahesh Bhupathi      |
| 2006 | Roger Federer         | Maria Xaràpova           | Martin Damm Leander Paes                | Nathalie Dechy Vera Zvonariova                       | Martina Navrátilová Bob Bryan           |
| 2007 | Roger Federer         | Justine Henin            | Simon Aspelin Julian Knowle             | Nathalie Dechy Dinara Safina                         | Viktória Azàrenka Maks Mirni            |
| 2008 | Roger Federer         | Serena Williams          | Bob Bryan Mike Bryan                    | Cara Black Liezel Huber                              | Cara Black Leander Paes                 |
| 2009 | Juan Martín del Potro | Kim Clijsters            | Lukáš Dlouhý Leander Paes               | Serena Williams Venus Williams                       | Carly Gullickson Travis Parrott         |
| 2010 | Rafael Nadal          | Kim Clijsters            | Bob Bryan Mike Bryan                    | Vania King Iaroslava Xvédova                         | Liezel Huber Bob Bryan                  |
| 2011 | Novak Đoković         | Samantha Stosur          | Jürgen Melzer Philipp Petzschner        | Liezel Huber Lisa Raymond                            | Melanie Oudin Jack Sock                 |
| 2012 | Andy Murray           | Serena Williams          | Bob Bryan Mike Bryan                    | Sara Errani Roberta Vinci                            | Iekaterina Makàrova Bruno Soares        |
| 2013 | Rafael Nadal          | Serena Williams          | Leander Paes Radek Štěpánek             | Andrea Hlavacková Lucie Hradecká                     | Andrea Hlavacková Maks Mirni            |
| 2014 | Marin Čilić           | Serena Williams          | Bob Bryan Mike Bryan                    | Iekaterina Makàrova Ielena Vesninà                   | Sania Mirza Bruno Soares                |
| 2015 | Novak Đoković         | Flavia Pennetta          | Pierre-Hugues Herbert Nicolas Mahut     | Martina Hingis Sania Mirza                           | Martina Hingis Leander Paes             |
| 2016 | Stan Wawrinka         | Angelique Kerber         | Jamie Murray Bruno Soares               | Bethanie Mattek-Sands Lucie Šafářová                 | Laura Siegemund Mate Pavić              |
| 2017 | Rafael Nadal          | Sloane Stephens          | Jean-Julien Rojer Horia Tecău           | Chan Yung-jan Martina Hingis                         | Martina Hingis Jamie Murray             |
| 2018 | Novak Đoković         | Naomi Osaka              | Mike Bryan Jack Sock                    | Ashleigh Barty CoCo Vandeweghe                       | Bethanie Mattek-Sands Jamie Murray      |
| 2019 | Rafael Nadal          | Bianca Andreescu         | Juan Sebastián Cabal Robert Farah       | Elise Mertens Arina Sabalenka                        | Bethanie Mattek-Sands Jamie Murray      |
| 2020 | Dominic Thiem         | Naomi Osaka              | Mate Pavić Bruno Soares                 | Laura Siegemund Vera Zvonariova                      | No celebrat                             |
| 2021 | Daniïl Medvédev       | Emma Raducanu            | Rajeev Ram Joe Salisbury                | Samantha Stosur Zhang Shuai                          | Desirae Krawczyk Joe Salisbury          |
| 2022 | Carlos Alcaraz        | Iga Świątek              | Rajeev Ram Joe Salisbury                | Barbora Krejč1íková Kateřina Siniaková               | Storm Sanders John Peers                |
| 2023 | Novak Đoković         | Coco Gauff               | Rajeev Ram Joe Salisbury                | Gabriela Dabrowski Erin Routliffe                    | Anna Danilina Harri Heliövaara          |
| 2024 | Jannik Sinner         | Arina Sabalenka          | Max Purcell Jordan Thompson             | Liudmila Kitxenok Jeļena Ostapenko                   | Sara Errani Andrea Vavassori            |